# مطثية جيفية
مطثية جيفية (الاسم العلمي: Clostridium cadaveris) هي نوع من البكتيريا يتبع جنس المطثية من الفصيلة المطثاوية.

## روابط خارجية
- (بالفرنسية والإنجليزية) مرجع موسوعة الحياة (EOL) : مطثية جيفية
- UniProt. "Clostridium cadaveris" (HTML). اطلع عليه بتاريخ 2011-02-03.
- Type strain of Clostridium cadaveris at BacDive - the Bacterial Diversity Metadatabase